# John Donoghue
John Francis Donoghue (ur. 9 sierpnia 1928 w Waszyngtonie, zm. 11 listopada 2011 w Atlancie, Georgia) – amerykański duchowny rzymskokatolicki, arcybiskup metropolita Atlanty w latach 1993-2004.

## Życiorys
Był jednym z czterech synów małżeństwa pochodzenia irlandzkiego. Po ukończeniu seminarium duchownego w Baltimore otrzymał święcenia kapłańskie 4 czerwca 1955 roku z rąk przyszłego kardynała Patricka O’Boyle i inkardynowany został do rodzinnej archidiecezji Waszyngton. Pracował głównie w kurii archidiecezjalnej będąc w latach 1972-1983 kanclerzem i wikariuszem generalnym.
6 listopada 1984 papież Jan Paweł II mianował go ordynariuszem Charlotte. Sakry udzielił mu odchodzący na emeryturę zwierzchnik tej diecezji bp Michael Joseph Begley. 22 czerwca 1994 wyznaczony został na nowego arcybiskupa metropolitę Atlanty. Na emeryturę przeszedł 9 grudnia 2004 roku.